# Palais de la Mohamedia
Le palais de la Mohamedia est un palais tunisien aujourd'hui en ruines et situé près de la localité de Mohamedia. Originellement voulu par Moustapha Bey comme un lieu de villégiature et de repos à l'écart de la capitale, il se transforme sous Ahmed Ier Bey en un complexe ambitieux de diverses constructions.
Impressionné par le faste du château de Versailles, lors de sa visite en France à l'invitation du roi Louis-Philippe, Ahmed Ier Bey conçoit, à son retour, l'idée d'un Versailles tunisien. Dès lors, il consacre tout son temps et les ressources limitées de son royaume à la réalisation ruineuse de son rêve. Dans l'esprit de son fondateur, le palais devait éclipser celui du Bardo.

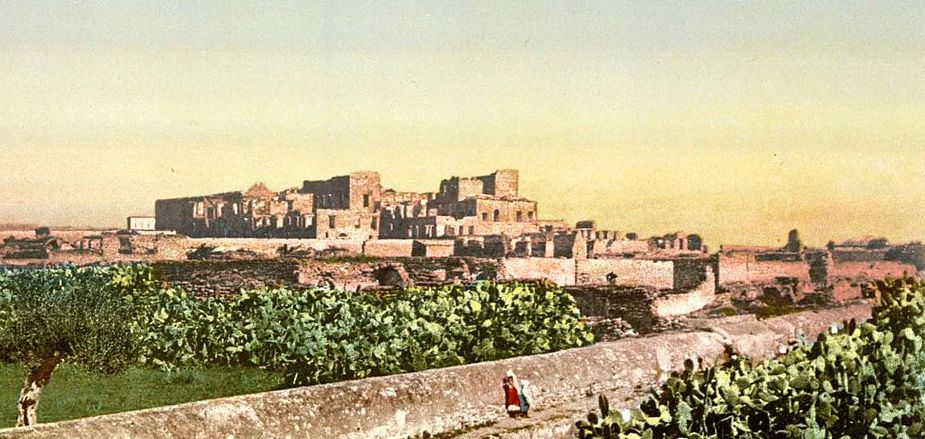
Aperçu du palais de la Mohamedia en 1878.

Sur les pentes choisies à cet effet, desservies par la route reliant Tunis à Zaghouan qui longe l'ancien aqueduc romain, se succèdent les habitations des fonctionnaires et des commerçants ainsi que les casernes de l'armée, les nouveaux souks proches de la mosquée et du hammam, les palais du général Mrabet et des principaux ministres dont Mustapha Khaznadar. Plus haut, le palais d'Ahmed Ier Bey domine l'ensemble de la nouvelle cité.
Sans abandonner complètement le style traditionnel qui domine encore certaines parties du palais, on espère alors égaler dans cette nouvelle construction les proportions imposantes et le style architectural des constructions européennes. L'intérieur est agrémenté de marbre de Carrare, de faïences de Naples, de meubles modernes ainsi que de lustres et de glaces de Venise.
À la mort d'Ahmed Ier Bey, en 1855, son successeur Mohammed Bey transporte non seulement le mobilier de la Mohamedia mais aussi tous les matériaux — marbres, faïences et boiseries — vers son nouveau palais de La Marsa. Aujourd'hui abandonné et presque oublié, ne subsistent du palais et de ses structures environnantes que de gigantesques ruines dans un état avancé de délabrement.